# Irupana (gemeente)
Irupana is een gemeente (municipio) in de Boliviaanse provincie Sud Yungas in het departement Potosí. De gemeente telt naar schatting 18.933 inwoners (2018). De hoofdplaats is Irupana.